# Menjagrà ventregroc
El menjagrà ventregroc (Sporophila nigricollis) és un ocell de la família dels tràupids (Thraupidae).

## Hàbitat i distribució
Habita zones amb arbres d'Amèrica central i del Sud, des de Costa Rica fins al nord, oest i est de Colòmbia, Veneçuela, Guyana, Surinam, Trinitat i Tobago i Petites Antilles, Brasil oriental, est de Bolívia, nord-est de l'Argentina, Equador occidental i Perú occidental i central.